# Павен (озеро)
Паве́н (фр. Lac Pavin) — небольшое, но глубокое кратерное озеро на юге центральной части Франции. Располагается на территории департамента Пюи-де-Дом в регионе Овернь — Рона — Альпы. Относится к водосборному бассейну реки Алье, левого притока Луары.
Представляет собой олиготрофный меромиктический водоём округлой формы. Находится юго-западнее города Клермон-Ферран, на высоте 1197 м над уровнем моря в Центральном массиве. Занимает маар, возникший примерно 6000 лет назад. Площадь озера — 0,44 км², Наибольшая глубина — 92 м, достигается в центральной части акватории. Сток из озера идёт на север по протоке в Куз-Павен, левый приток Алье.